# Cuplé

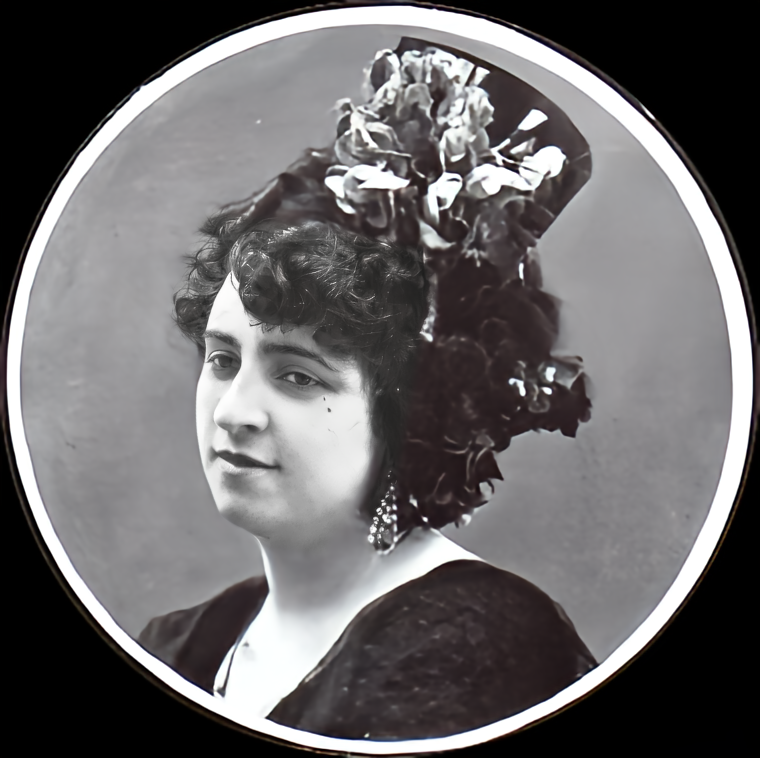
Aurora Janffret, La Goya nella rivista Caras y Caretas 23/05/1914

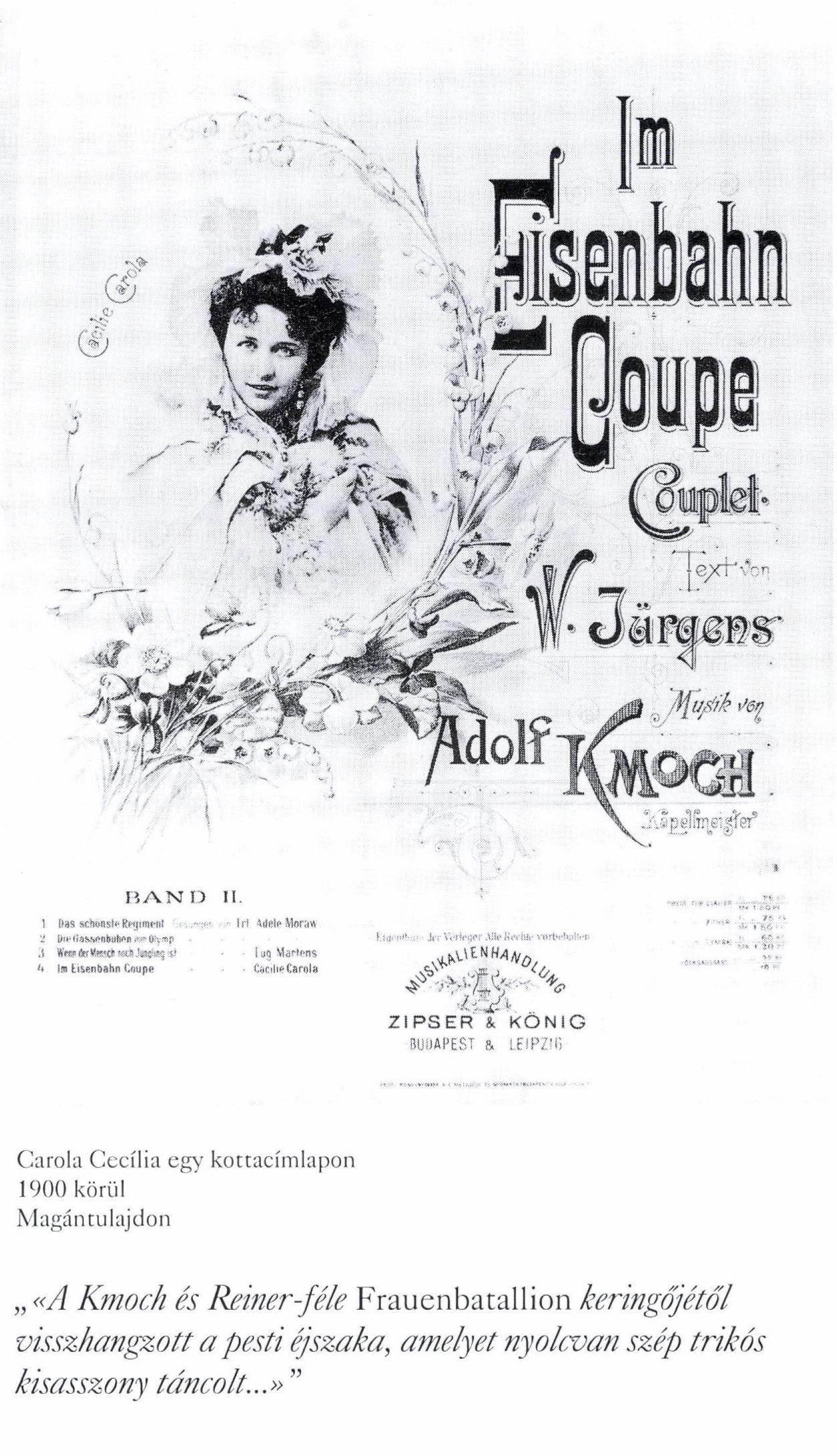
Carola Cecilia in uno spartito intorno al 1900

Il cuplé era un popolare stile di canto teatrale spagnolo alla fine del XIX secolo.

## Storia
Dal 1893 al 1911 le canzoni erano una caratteristica del teatro di cabaret "género ínfimo" (genere più basso) cantato da cantanti soliste, o uomini drag, e frequentato principalmente da uomini. Ma nel secondo decennio del XX secolo il cuplé, in una forma più rispettabile, è diventato più adatto alle famiglie ed è stato associato alla creazione di star del teatro spagnolo come Aurora Jauffret, (La Goya), e Lola Montès, che ha cantato il cuplé El novio de la Muerte, che, dopo l'adattamento, divenne l'inno ufficiale della legione spagnola.
Un autore importante di testi fu Marcellus Schiffer, molto richiesto come scrittore di cuplé musicali nella Germania di Weimar.
Il termine deriva dal francese couplet (distico), ma la forma poetica distico in spagnolo è un pareado o dístico. Il cuplé prefigurava la copla degli anni trenta.

## Cupletiste di rilievo
- María Antinea (1915-1991), Attrice, vedetta, ballerina, cupletista e tonadillera spagnola
- La Argentinita (1898-1945), Ballerina di flamenco ispano-argentina (bailaora), coreografa e cantante
- Bella Dorita (1901-2001), Cantante, ballerina e vedette di cabaret spagnola
- Paquita Escribano (1880-1970), Cantante spagnola (cupletista e tonadillera)
- Julia Fons (1882-1973), Cantante e cupletista spagnola
- La Fornarina (1884-1915), Cantante di Cuplé
- Celia Gámez (1905-1992), Attrice cinematografica argentina, icona dell'epoca d'oro del teatro spagnolo
- Úrsula López (1870-1966), Zarzuela spagnola, cantante di varietà e imprenditrice
- Raquel Meller, Cantante e attrice spagnola diseuse, cuplé e tonadilla.
- La Goya, Cantante spagnola (cupletista e tonadillera)
- Lola Montez (1898-1983), Cantante spagnola
- La Chelito, Cantante di cuplé spagnolo di origine cubana e imprenditrice teatrale
- Preciosilla (1893-1952), cupletista spagnola
- Olga Ramos (1918-2005), Cupletista, violinista e attrice spagnola
- Rosita Rodrigo (1891-1959), Attrice, vedette, ballerina e cantautrice spagnola
- Teresita Zazá (1893-1980), Tonadillera, cupletista e attrice spagnola